# Qubo gas
Qubo gas és un col·lectiu d'artistes contemporanis format a Lilla l'any 2000 pels artistes Jef Ablézot (Le Havre, 1976), Morgan Dimnet (Lilla, 1973) i Laura Henno (Lilla, 1976). A Catalunya és conegut per la seva col·laboració amb l'Espai 13 de la Fundació Joan Miró, on el col·lectiu Qubo gas va proposar una intervenció mural, un walldrawing, amb formes vegetals de caràcter art nouveau i un cert esteticisme pla d'estampa japonesa. Acompanyada per altres obres emmarcades a la sala, suposava una integració de l'espai expositiu utilitzant el grafisme com a nexe i del llenguatge propi del disseny gràfic com una manera pictòrica d'entendre la instal·lació.
Destaca l'obra Watercouleur Park (2007),obra interactiva feta per a la Tate Modern, i Paper Moon (2010), una obra evolutiva oer la galeria virtual de LaM, dins del context de la reobertura del museu.